# Episodi di American Chopper: Senior vs. Junior (seconda stagione)
La seconda stagione di American Chopper: Senior vs. Junior è stata annunciata da Paul Teutul Jr. il 7 febbraio 2011 ed è stata trasmessa in prima visione negli Stati Uniti d'America sul network Discovery Channel dal 25 aprile 2011. La serie è terminata il 5 dicembre 2011. In Italia la seconda stagione è partita il 18 aprile 2012 come continuazione della prima stagione, ed è stata divisa in due parti. La prima parte è terminata il 27 giugno 2012 con l'episodio su Dedliest Catch. La seconda parte è andata come una nuova stagione, in onda dal 22 agosto 2012. Su Discovery Channel l'episodio 12 è indicato come il primo dell'ottava stagione della serie originale American Chopper.
| nº  | Titolo originale               | Titolo italiano                         | Prima TV USA      | Prima TV Italia   |
| --- | ------------------------------ | --------------------------------------- | ----------------- | ----------------- |
| 1   | Mikey's Art Opening            | L'inaugurazione della galleria di Mikey | 25 aprile 2011    | 18 aprile 2012    |
| 2   | Big Guns                       | Grossi calibri                          | 2 maggio 2011     | 25 aprile 2012    |
| 3   | Judgement Day                  | Il giorno del giudizio                  | 9 maggio 2011     | 2 maggio 2012     |
| 4   | Offer Denied                   | Offerta respinta                        | 16 maggio 2011    | 9 maggio 2012     |
| 5   | Deadliest Catch Bike           | Deadliest Catch                         | 23 maggio 2011    | 27 giugno 2012    |
| 6   | Cadillac Bike Build-Off Part 1 | Cadillac - prima parte                  | 30 maggio 2011    | 16 maggio 2012    |
| 7   | Cadillac Bike Build-Off Part 2 | Cadillac - seconda parte                | 6 giugno 2011     | 23 maggio 2012    |
| 8   | The Settlement                 | Il compromesso                          | 29 agosto 2011    | 30 maggio 2012    |
| 9   | The Return of the Black Widow  | Il ritorno della vedova nera            | 5 settembre 2011  | 6 giugno 2012     |
| 10  | Downsized                      | Ridimensionamenti in corso              | 12 settembre 2011 | 13 giugno 2012    |
| 11  | Gears of War                   | Gears of War                            | 19 settembre 2011 | 20 giugno 2012    |
| 12  | Senior Reaches Out             | Senior tende la mano                    | 26 settembre 2011 | 22 agosto 2012    |
| 13  | Mikey's Decision               | Una decisione di Mikey                  | 3 ottobre 2011    | 29 agosto 2012    |
| 14  | Top 10 Fights                  | -                                       | 3 ottobre 2011    | -                 |
| 15  | Mikey's Favorite Moments       | -                                       | 10 ottobre 2011   | -                 |
| 16  | Silent Treatment               | La critica peggiore                     | 17 ottobre 2011   | 5 settembre 2012  |
| 17  | Communication Breakdown        | Problemi di comunicazione               | 24 ottobre 2011   | 12 settembre 2012 |
| 18  | Top 10 Bikes                   | -                                       | 31 ottobre 2011   | -                 |
| 19  | Free Rick                      | Free Rick                               | 14 novembre 2011  | 19 settembre 2012 |
| 20  | Old Rivals                     | Vecchi rivali                           | 21 novembre 2011  | 26 settembre 2012 |
| 21  | Best Pranks                    | -                                       | 28 novembre 2011  | -                 |
| 22a | 2 Hour Build-Off Special       | Prima Parte                             | 5 dicembre 2011   | 3 ottobre 2012    |
| 22b | 2 Hour Build-Off Special       | Seconda Parte                           | 5 dicembre 2011   | 10 ottobre 2012   |
| 23  | Chopper Live                   | -                                       | 6 dicembre 2011   | -                 |

## L'inaugurazione della galleria di Mikey
- Titolo originale: Mikey's Art Opening

### Trama
Mikey apre una galleria d'arte per esporre le sue opere e l'inaugurazione è un successo. Paul Jr. incontra i suoi legali, e comincia la fabbricazione di una moto, con tema militare, di beneficenza per la Homes For Wounded Warriors di Jared Allen, difensore dei Minnesota Vikings. Intanto, Paul Sr. costruisce una moto per la Supernatural Cymbals, includendo il bronzo nella fabbricazione della moto, e la OCC band suona alla presentazione della moto.

## Grossi calibri
- Titolo originale: Big Guns

### Trama
Senior fa pace con suo figlio Danny, e comincia a sperare di riconciliarsi con Junior e Mikey. La OCC lavora ad una moto estremamente personalizzata per un cliente di lungo tempo, Alan Brownfeld della Brownfeld Auto Service chiamata Money Bike. Paulie e Mikey vanno a Baton Rouge (Louisiana) per incontrare un maestro armaiolo Will Hayden della Red Jacket Firearms per aiutarli nel creare il design della Dragon Gun, una calibro .308 personalizzata. Al loro ritorno, Paulie e Vinny completano la Homes For Wounded Warriors bike  e la presentano al Civic Center.

## Il giorno del giudizio
- Titolo originale: Judgement Day

### Trama
Junior riceve una buona notizia: ha vinto l'appello contro suo padre, intanto, Senior viene avvisato dai suoi legali che il giudice ha deciso che lui deve fare una proposta economica a Paulie se vuole acquistare le sue azioni della OCC. La PJD sfrutta la possibilità di costruire due moto offertagli dalla CrankyApe, una società di aste online di motociclette e automobili derivanti da aste giudiziarie, per celebrare il loro decimo anniversario: una custom in stile PJD, e una di serie che Mikey vince ad una delle loro aste online, che viene modificata e rimessa all'asta per beneficenza. La OCC ottiene un grosso progetto dalla Trans Am Depot a Tallahassee (Florida). Devono realizzare tre moto per tre muscle car che la ‘'Trans Am'’ modifica. Senior visita la galleria di Mikey per vedere i suoi quadri, ma lui non è li, e questo insinua dei dubbi a Paulie e Mikey.

## Offerta respinta
- Titolo originale: Offer Denied

### Trama
L'offerta di liquidazione di Senior viene respinta da Junior e i suoi legali fanno una controfferta. La PJD lavora a ritmi frenetici per poter completare le due moto per la CrankyApe  in tempo per il Daytona Bike Week. La OCC finisce le tre moto per la Trans Am Depot e le presenta a Boston. Intanto, il cane di Senior, compagno di lungo tempo, Gus, muore di cancro e Junior lascia un messaggio a suo padre di sentite condoglianze. Senior apprezza molto il fatto che Paulie gli abbia fatto una telefonata e non un'e-mail o un SMS e per questo comincia a sperare in una riconciliazione.

## Deadliest Catch
- Titolo originale: Deadliest Catch Bike

### Trama
Alcuni componenti della OCC si recano in Alaska per incontrare i fratelli Hillstrand di Deadliest Catch perché gli è stata commissionata una moto commemorativa per il Capitano Phil Harris e per tutti i pescatori deceduti in mare. Intanto il gruppo ne approfitta per provare tutte le esperienze che l'Alaska ha da offrire, come le slitte con i cani, ice climbing, ed anche una battuta di pesca dei granchi reali sulla Time Bandit, la nave dei fratelli Hillstrand dopo di che realizzano la moto in una sola settimana e la presentano a Seattle, dove il cast di Deadliest Catch ha organizzato un incontro con i fan della serie.

## Cadillac - prima parte
- Titolo originale: Cadillac Bike Build-Off Part 1

### Trama
La GM/Cadillac chiede a Paul Sr. e Paul Jr. di costruire due moto in un testa a testa padre-figlio. Viene chiesto ad entrambi di costruire una loro personale versione di una moto con tema la nuova Cadillac CTS-V che verranno vendute ad un'asta e il ricavato sarà devoluto in beneficenza per la ricerca sulla Distrofia di Duchenne. Senior contatta Junior con un'altra offerta di liquidazione, ma questa volta lo fa senza intermediari legali, mandando personalmente un'email.

## Cadillac - seconda parte
- Titolo originale: Cadillac Bike Build-Off Part 2

### Trama
La competizione si accende quando la OCC e la PJD cominciamo il rush finale per le loro Cadillac bik. Entrambe le aziende mandano una parte del loro team al Monticello Motor Club per una gara tra la PJD e la OCC alla guida della Cadillac CTS-V. La gara viene vinta dalla PJD. Successivamente le due moto vengono presentate a Warren, Michigan. Senior svela una moto tradizionale e classica ma tecnicamente all'avanguardia, mentre Junior costruisce una moto con linee più armoniose e un sistema idraulico che permette alla moto di abbassarsi quando è spenta e quindi di poggiare con il telaio direttamente a terra, senza quindi dover usare il cavalletto.

## Il compromesso
- Titolo originale: The Settlement

### Trama
Senior e Junior pongono fine alle loro controversie legali dopo due anni per tentare di riconciliare la famiglia. In cambio della firma, Junior chiede di poter riavere la Black Widow (la prima moto che ha costruito alla OCC). Intanto la PJD comincia la costruzione del chopper per la FIST Technologies (Fingerprint) ed integra nella moto un sistema biometrico della FIST per l'accensione della moto, intanto alla OCC costruiscono una moto con tema rock and roll per l'Hard Rock per il loro 40º anniversario. Contemporaneamente, Senior inizia a cercare un nuovo posto per la OCC, dopo aver scoperto di non riuscire a sostenere economicamente la nuova sede.

## Il ritorno della vedova nera
- Titolo originale: The Return of the Black Widow

### Trama
Junior e Vinnie si avventurano nella sede della OCC per prendere la Black Widow. Senior esprime la sua frustrazione per il fatto che Mikey non si è fatto sentire dopo la fine delle controversie legali tra Senior e Junior, come invece aveva promesso. La PJD termina la FIST Bike e la presenta al Sun Fest di West Palm Beach, Florida. La OCC crea una moto a tema elettrico per la Power Probe utilizzando per l'avviamento un tester della Power Probe.

## Ridimensionamenti in corso
- Titolo originale: Downsized

### Trama
Il team della PJD viene ospitato dalla Epic Games in Carolina del Nord per creare una moto estrema non ispirata ma che si sarebbe potuta vedere nel gioco Gears of War 3 intanto la OCC costruisce un chopper la Feather Free Zone, una azienda che offre servizi per scacciare le oche selvatiche. Nel frattempo, alla sede della OCC, Senior cerca una soluzione per le difficoltà economiche e decide di costruire una nuova sede nel terreno che possiede nelle vicinanze della sede attuale. Il rapporto tra Rick e Senior raggiunge il punto di rottura dopo i continui insulti di Senior.

## Gears of War
- Titolo originale: Gears of War

### Trama
La OCC comincia una moto per la Wyotech, una scuola per meccanici specializzati in auto e moto a Daytona Beach (Florida). Intanto la PJD termina la moto per Gears of War e la presenta al Comic-Con a San Diego (California). Junior comunica allo staff che serve almeno un nuovo dipendente per riuscire a consegnare le moto in tempo, intento Rick Petko pensa di lasciare la OCC e andare a lavorare per la PJD.

## Senior tende la mano
- Titolo originale: Senior Reaches Out

### Trama
Senior prova a commissionare un dipinto a Mikey, ma ottiene dei segnali discordanti e li attribuisce all'influenza di Paul Jr. su Mikey. La OCC comincia a costruire un triciclo inverso per la Beck's Hybrids, una compagnia a conduzione famigliare di Atlanta che vuole celebrare il suo settantacinquesimo anniversario, intanto la PJD una moto dal design "clinico" per la Cepheid, un'azienda produttrice di attrezzature diagnostiche di ultima generazione, che ha commissionato la moto per la presentazione di un nuovo prodotto, il GeneXpert.

## Una decisione di Mikey
- Titolo originale: Mikey's Decision

### Trama
Senior continua a volersi riavvicinare a Mikey che, indeciso su come rispondere al padre, chiede consiglio a Vinnie. Ad Atlanta, la PJD presenta la moto per la Cepheid, un'azienda di tecnologie mediche, ed ottengono un forte successo tra gli avventori della fiera durante la quale viene presentato il nuovo prodotto della Cepheid. Intanto ad Indianapolis, la OCC svela il suo triciclo inverso realizzato per la Beck's Hybrids e presenta anche la moto che verrà messa all'asta per raccogliere fondi per beneficenza.

## Top 10 Fights
- Titolo originale: Top 10 Fights

### Trama
Episodio speciale

## Mikey's Favorite Moments
- Titolo originale: Mikey's Favorite Moments

### Trama
Episodio speciale

## La critica peggiore
- Titolo originale: Silent Treatment

### Trama
La PJD lavora ad una moto vecchio stile per la Dekalb, una azienda produttrice di mais ibrido di Mystic, Connecticut per il centesimo anniversario dell'azienda. Intanto la OCC costruisce una moto per la Cell Buckle, una società produttrice di sostegni per cellulari, e la presenta a Sturgis. Nel frattempo l'armonia alla OCC viene distrutta da Jason che si offende per una critica che Senior fa ad un suo progetto. Jason in preda ad uno scatto d'ira butta giù dal tavolo di lavoro una moto in costruzione, che alla fine deve essere ricostruita. Rick manda un messaggio a Vinnie e dice che è stufo del clima che si respira alla OCC e che lo ha irritato particolarmente la reazione di Jason.

## Problemi di comunicazione
- Titolo originale: Communication Breakdown

### Trama
La OCC lavora ad un chopper personalizzato per il decimo anniversario dell'11 settembre, mentre la PJD presenta il suo chopper ad etanolo per il centenario della fondazione della Dekalb al Farm Progress Show a ‘'Decatur, Illinois'’. Nel frattempo, Mikey e Senior vogliono entrambi incontrarsi per parlare, ma non riescono a decidere le condizioni nelle quali possono farlo, Mikey propende per un incontro a tre al quale vorrebbe che partecipasse il suo psicologo (come già accaduto una volta) mentre Senior vuole parlare da solo con il figlio, senza nessun intermediario.

## Top 10 Bikes
- Titolo originale: Top 10 Bikes

## Free Rick
- Titolo originale: Free Rick

### Trama
Senior comincia a costruire una moto per un cliente dell'Arabia Saudita che vuole rimanere anonimo. Il cliente richiede un chopper personalizzato per celebrare un suo purosangue arabo. Intanto Junior si aggiudica il lavoro più grande della sua carriera quando viene convocato dalla Tishman Construction per costruire una moto ispirata alla ricostruzione di Ground Zero. Si diffonde una voce di corridoio, secondo la quale Rick sarebbe ormai scontento di lavorare alla OCC, quindi Mikey fa partire il progetto "Free Rick" e disegna delle T-shirt per la sua campagna e comincia a regalarle a tutti quelli che passano davanti alla bancarella che ha allestito a bordo strada.

## Vecchi rivali
- Titolo originale: Old Rivals

### Trama
Jesse James propone una sfida a tre, tra lui, Junior e Senior che dimostrerà una volta per tutte chi è il miglior costruttore di chopper personalizzati al mondo. Senior completa la moto per il cliente arabo e comincia a costruirne una per la Grainger. Intanto Junior presenta la moto commemorativa per l'11 settembre con il tema del nuovo World Trade Center, alla presentazione presenzia anche il sindaco di New York, Michael Bloomberg.

## Best Pranks
- Titolo originale: Best Pranks

### Trama
Episodio speciale

## Prima Parte
- Titolo originale: 2 Hour Build-Off Special

### Trama
La sfida a tre inizia. La OCC costruisce una moto lanciafiamme futuristica che si guida da sdraiati, Jesse James costruisce un chopper vecchia scuola completamente a mano (telaio compreso), e la PJD una moto ispirata ad un aereo caccia della seconda guerra mondiale, il P51 Mustang.

## Seconda Parte
- Titolo originale: 2 Hour Build-Off Special

### Trama
La decisione del vincitore avviene tramite una votazione del pubblico durante uno show di presentazione delle tre moto all'Hard Rock Hotel di Las Vegas. Il pubblico proclama tramite una votazione online il vincitore: la PJD.

## Chopper Live
- Titolo originale: Chopper Live

### Trama
Episodio speciale